# Norton ES2-serie
De Norton ES2-serie is een serie 500cc-motorfietsen die het Britse merk Norton produceerde van 1928 tot 1967.

## Voorgeschiedenis
| Bij de "Enclosed Springs" ging het niet over de klepveren, maar om de onderste terugtrekveren van de stoterstangen. Bij dit Model 18 uit 1929 liggen die nog vrij... |
| ...en bij de ES2 uit 1928 niet. |

In 1922 presenteerde Norton met het 500cc-Norton Model 18 haar eerste kopklepmotor. Van dit model verschenen ook een fabrieksracer, een productieracer en een zijspantrekker. Deze modellen hadden klepveren die in de rijwind lagen, maar ook nog buitenliggende terugtrekveren voor de stoterstangen. Bij de zijklepmotoren, zoals bij de Norton Big Four en het Model 16H, lagen daar de kleppen zelf, afgedekt door een stalen plaatje. 

## Norton ES2 (1928-1939)
Hoewel de Norton ES2 (Enclosed Springs 2) op papier niet veel afweek van het Model 18, was ze - zeker voor wat betreft het rijwielgedeelte - afgeleid van de door Walter Moore ontwikkelde Norton CS1-fabrieksracer. Ze kreeg ook meteen de zadeltank die andere modellen pas in 1929 kregen en zelfs de achter de cilinder geplaatste ontstekingsmagneet die de rest pas begin jaren dertig kreeg en waardoor het blok veel compacter werd. De Norton ES2 werd gepresenteerd als sportmotor en dat was ook terecht, maar in de loop van haar lange geschiedenis werd ze uiteindelijk ingehaald door sportievere modellen. Het was aanvankelijk ook geen productieracer. Die taak was weggelegd voor het Model 21, tot in 1929 de CS1 ook voor het publiek te koop werd. Het was wel geschikt als clubmanracers voor amateur-motorcoureurs. 

### Motor
De motor was een dwarsgeplaatste, luchtgekoelde eencilinderkopklepmotor met stoterstangen en tuimelaars die de kleppen aanstuurden. Hij had een dry-sump-smeersysteem en de ontstekingsmagneet werd - ook zoals bij de CS1 - niet aangedreven vanaf de inlaatnokkenas, maar vanuit het primaire carter. De carburateur was waarschijnlijk van Amac. 

### Transmissie
Vanaf de krukas dreef de primaire ketting in een gesloten kettingkast de meervoudige droge plaatkoppeling en de ontstekingsmagneet aan. De koppeling dreef vervolgens de Sturmey-Archer-drieversnellingsbak aan. Op die versnellingsbak zat ook de kickstarter. De aandrijving van het achterwiel geschiedde door een ketting aan de linkerkant.

### Rijwielgedeelte
Terwijl vrijwel alle Nortons nog een open brugframe met het blok als dragend deel hadden, kreeg de ES2 het sterkere semi-dubbel wiegframe van de Norton CS1. Achtervering was er niet, voor zat een stevige webbvork met enkele centrale veer en frictiedemper. Voor en achter zaten trommelremmen. 

### Ontwikkelingen
Vanaf begin jaren dertig kon de machine geleverd worden met elektrische verlichting. De ontstekingsmagneet werd daarvoor vervangen door een magdyno, die weer ouderwets vanaf de nokkenas werd aangedreven. Halverwege de jaren dertig kreeg de machine een vierversnellingsbak van Norton zelf en al in 1939 kon het als optie worden geleverd met plunjervering. 

## Norton ES2 (1946-1964)
Na de Tweede Wereldoorlog kwamen alle Norton-modellen op de markt met de nieuwe, zelf ontwikkelde Roadholder-telescoopvork. De ES2 kreeg in 1953 ook een swingarm-achtervork, waardoor de machine comfortabel genoeg werd om een duozadel toe te passen. In 1959 werd ze voorzien van het door Rex McCandless uitgevonden featherbed frame. In 1961 kreeg ze het daarop gebaseerde slimline frame. 

## Norton Model 22
In 1930 verscheen het Norton Model 22, dat in feite een ES2 met Twin Port-uitlaatsysteem was. Dit systeem met twee uitlaatpoorten en twee uitlaten was een modeverschijnsel dat alleen uiterlijk iets toevoegde. Op het vermogen had het geen invloed. Het was vergelijkbaar met het Norton Model 20, een Model 18 met twee uitlaatpoorten. De productie eindigde al in 1931.

## Norton ES2 Mk 2
In 1964 eindigde de productie van de Norton ES2 en ook van het 350cc-Model 50. Norton was echter sinds 1953 opgenomen in het Associated Motor Cycles-concern, samen met Matchless, AJS en James. AJS en Matchless-modellen waren al jaren grotendeels identiek, en in 1965 werd deze vorm van badge-engineering ook toegepast op de beide Nortons. Zo ontstonden de Norton ES2 Mk 2, gebaseerd op de Matchless G80 en het Norton Model 50 Mk 2, gebaseerd op de Matchless G3/LCS. De productie daarvan eindigde in 1967

## Afbeeldingen

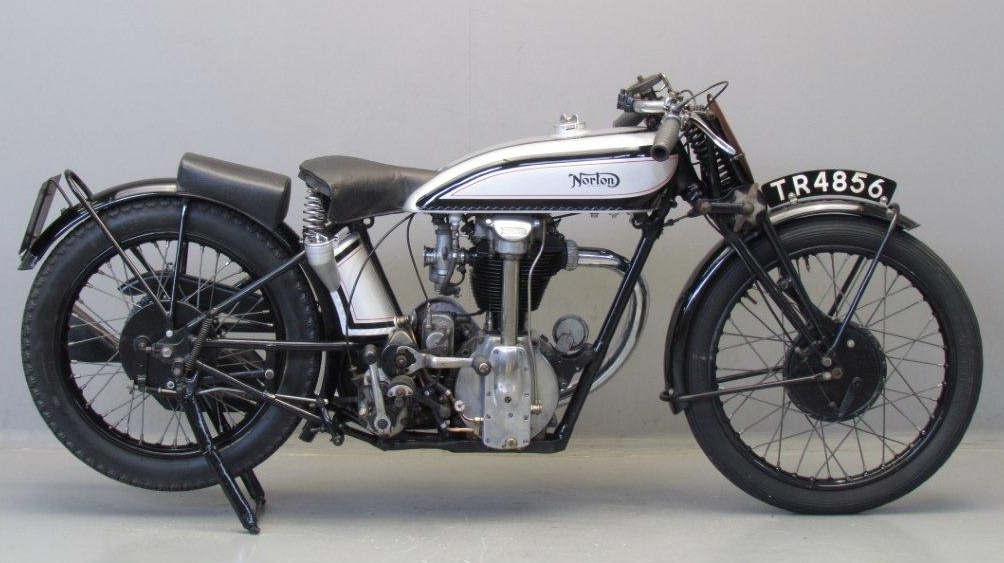
De ES2 had veel overeenkomsten met deze CS1-racer.
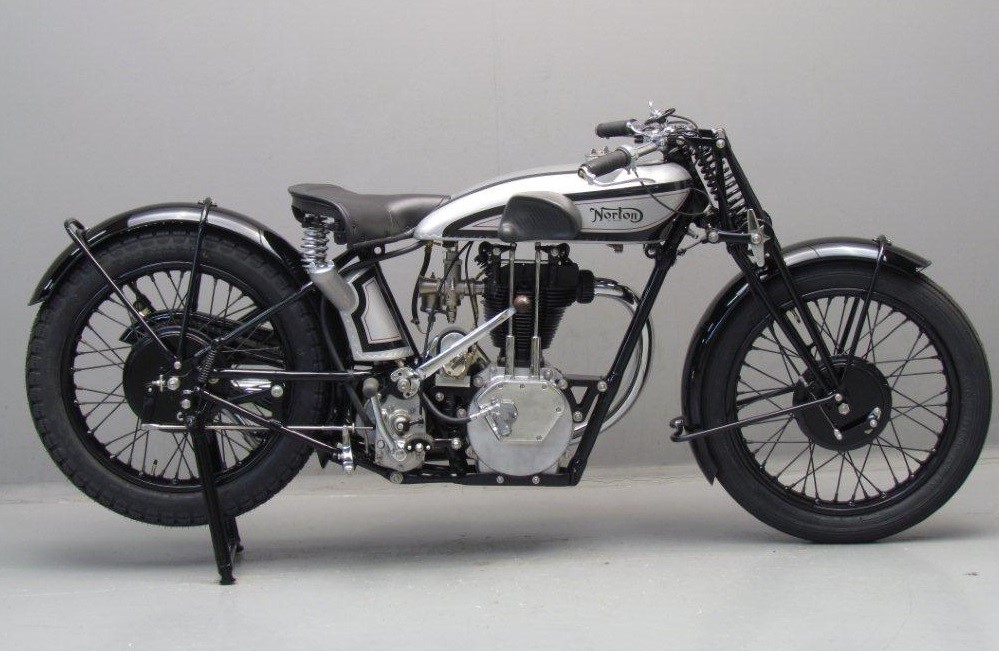
Norton ES2 uit 1928
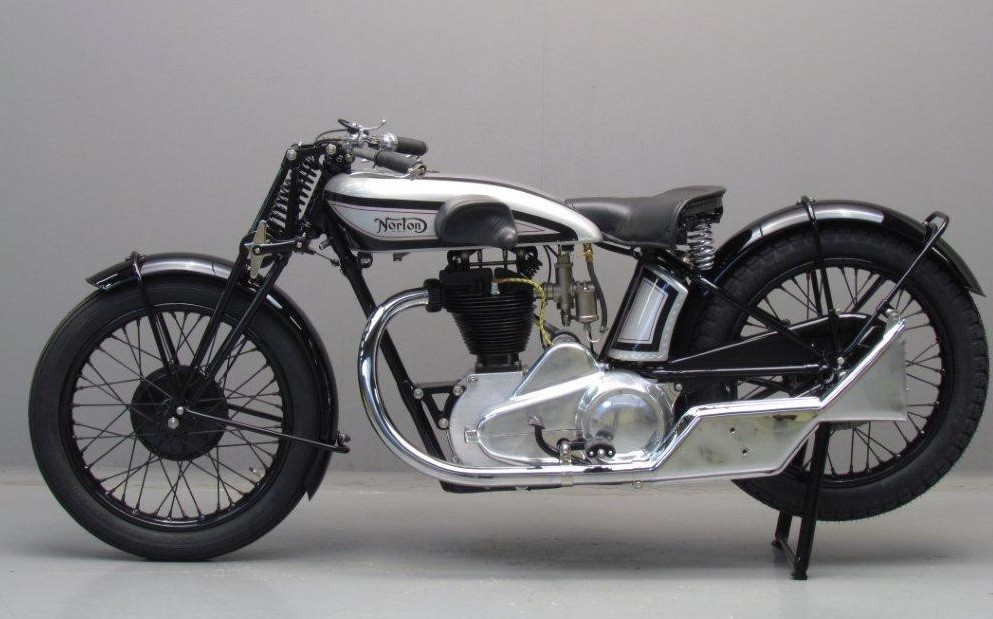
Aan de linkerkant zat de sportieve fishtail pipe
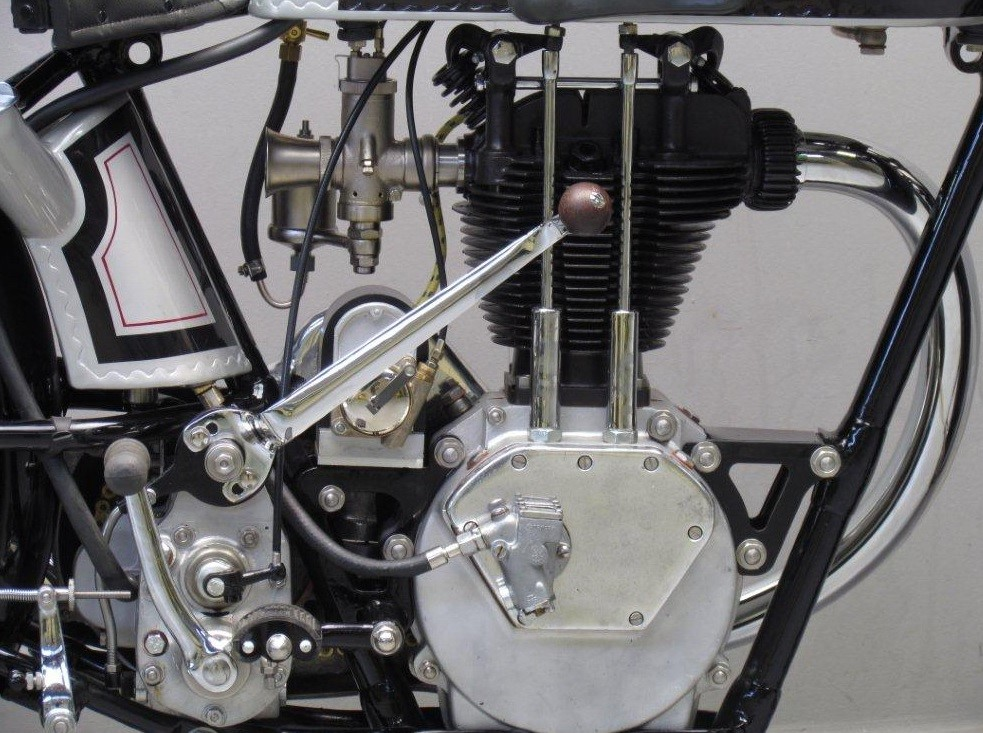
De rechterkant van het blok uit 1928, met de oliepomp aangedreven door de inlaatnokkenas, de ingesloten terugtrekkleppen, de ontstekingsmagneet, de Sturmey-Archer-drieversnellingsbak met schakelhendel en kickstarter.
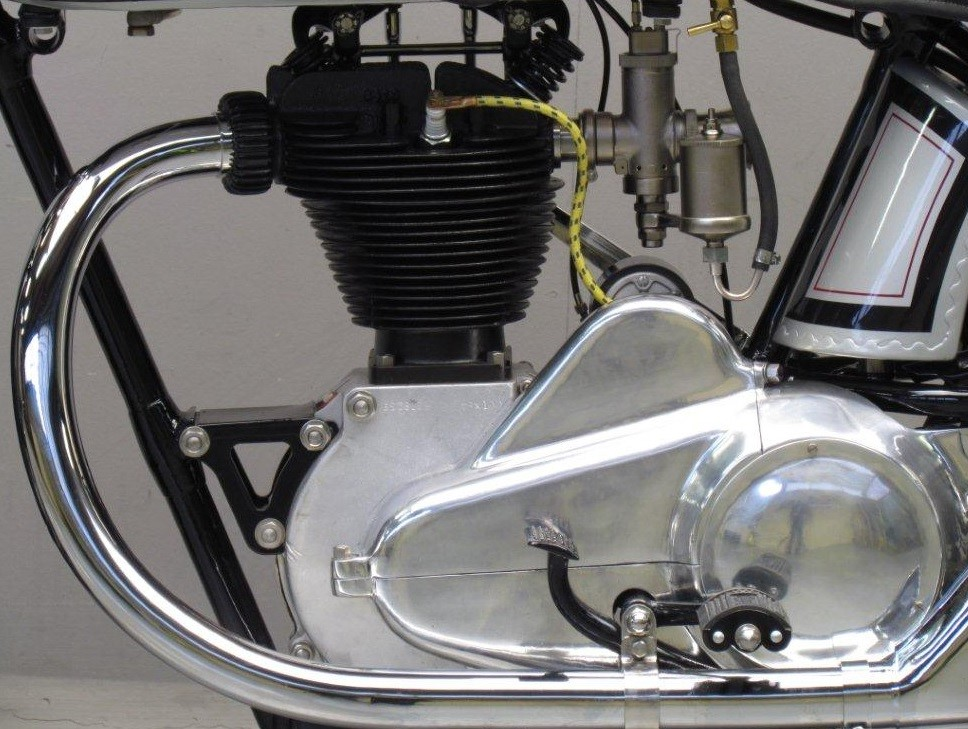
De linkerkant van het blok uit 1928 met de primaire aandrijving en het rempedaal. Het "bultje" in de kettingkast herbergt de aandrijving van de ontstekingsmagneet.

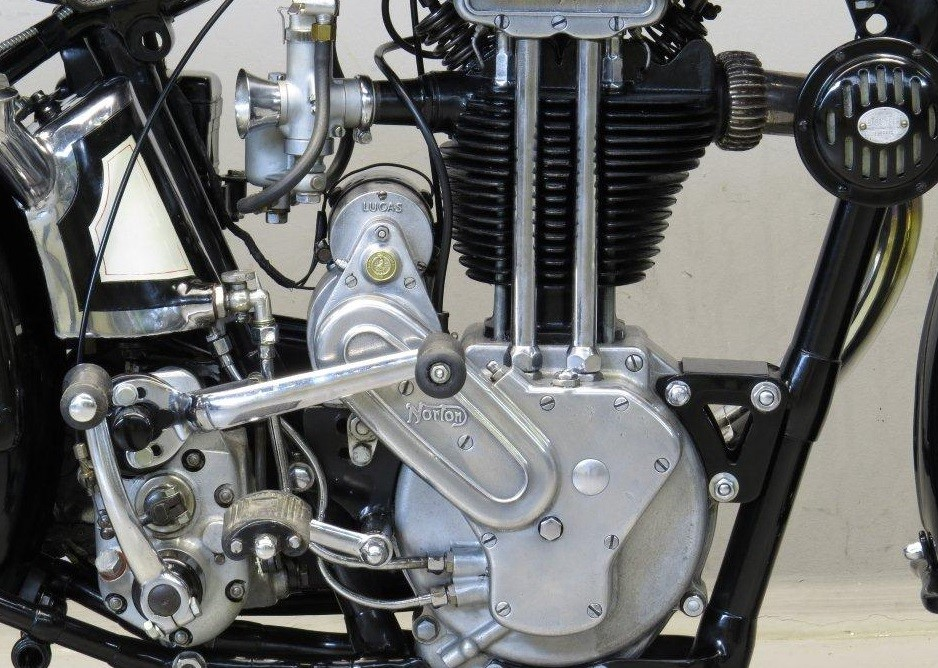
1933: ingesloten stoterstangen en magdyno aandreven aan de rechterkant.
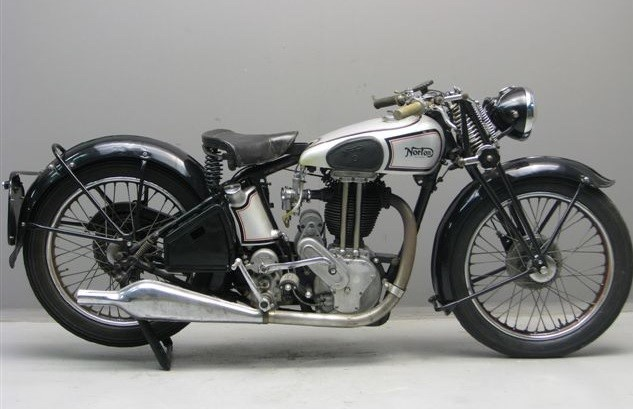
ES2 uit 1935
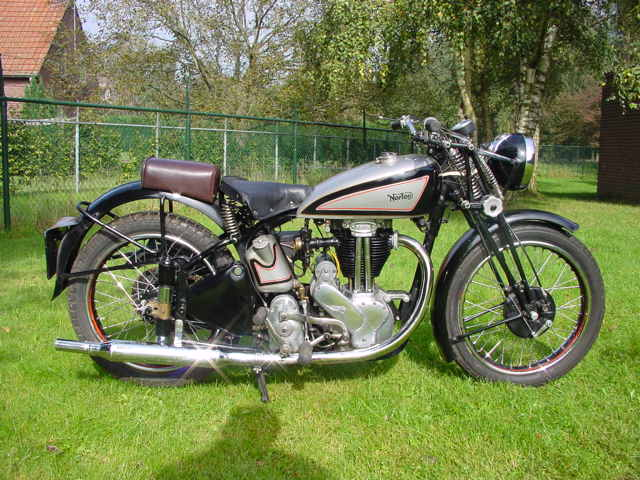
ES2 uit 1939
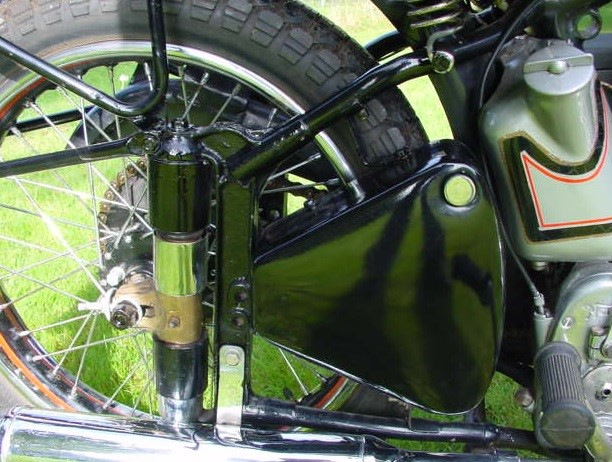
De ES2 kreeg al in 1939 plunjervering (als optie)
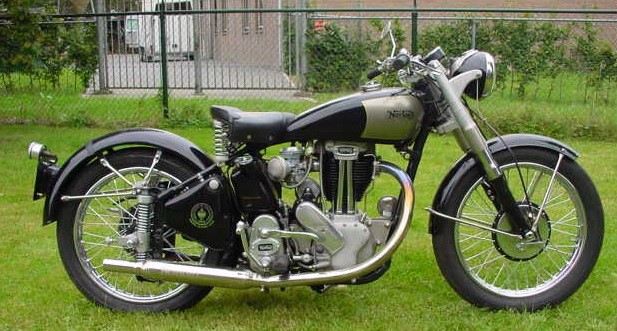
ES2 uit 1946

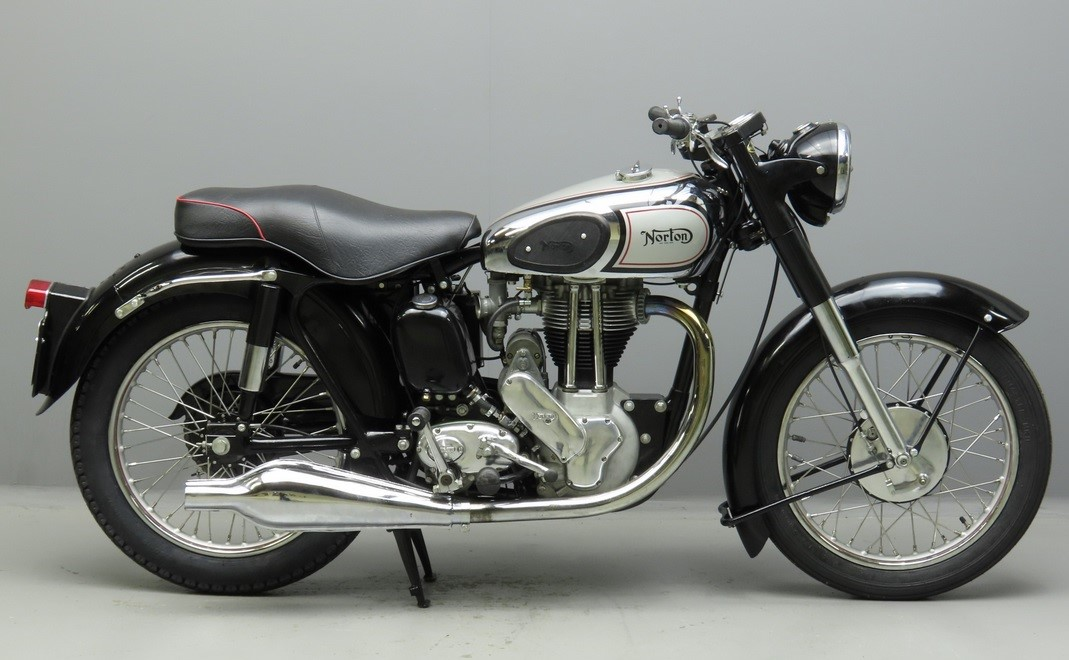
In 1953 kreeg de ES2 een swingarm achter. Dat maakte ook het gebruik van een duozadel mogelijk.
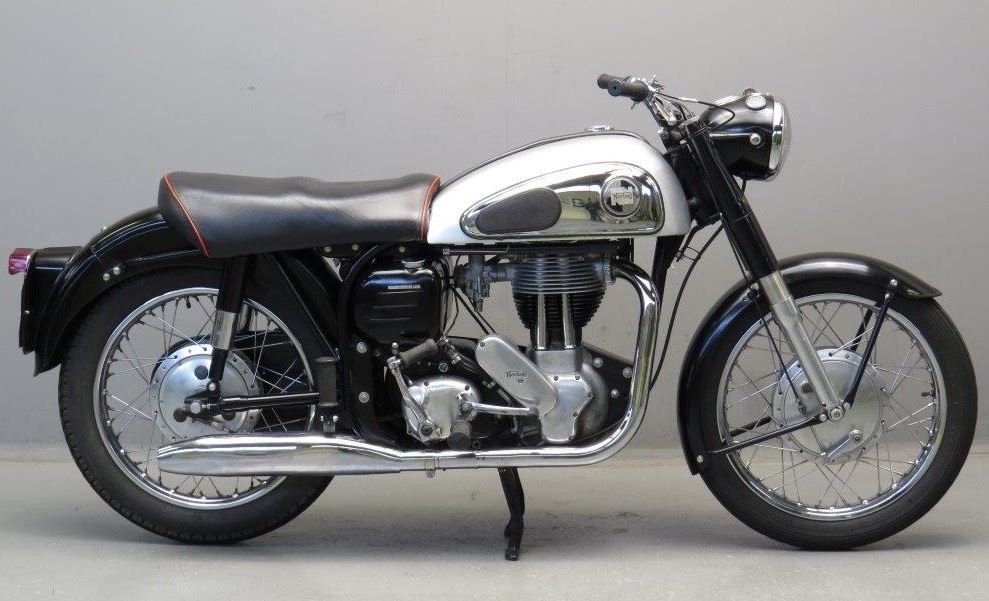
ES2 uit 1960, met het featherbed frame
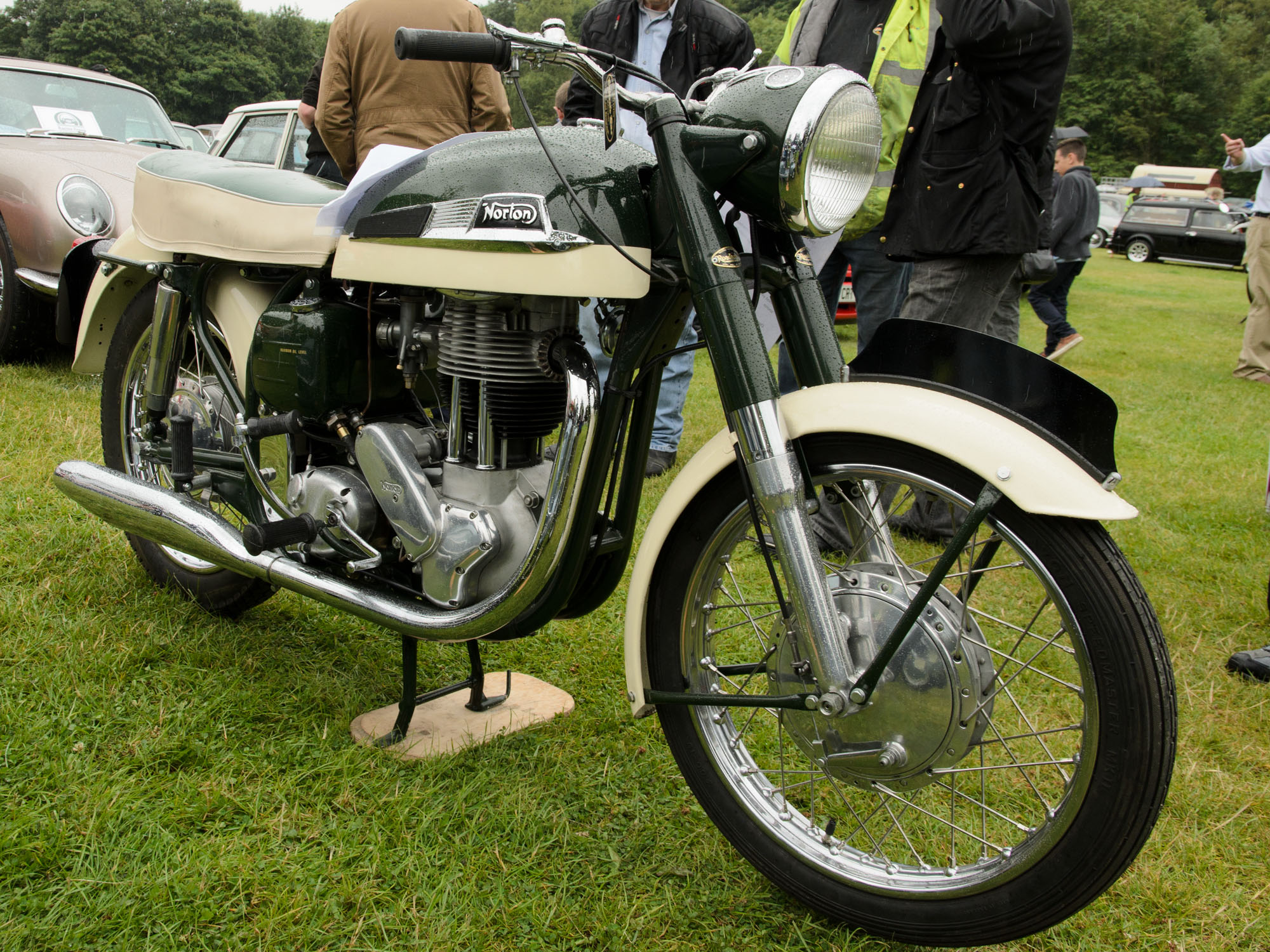
ES2 uit 1961, met het slimline frame
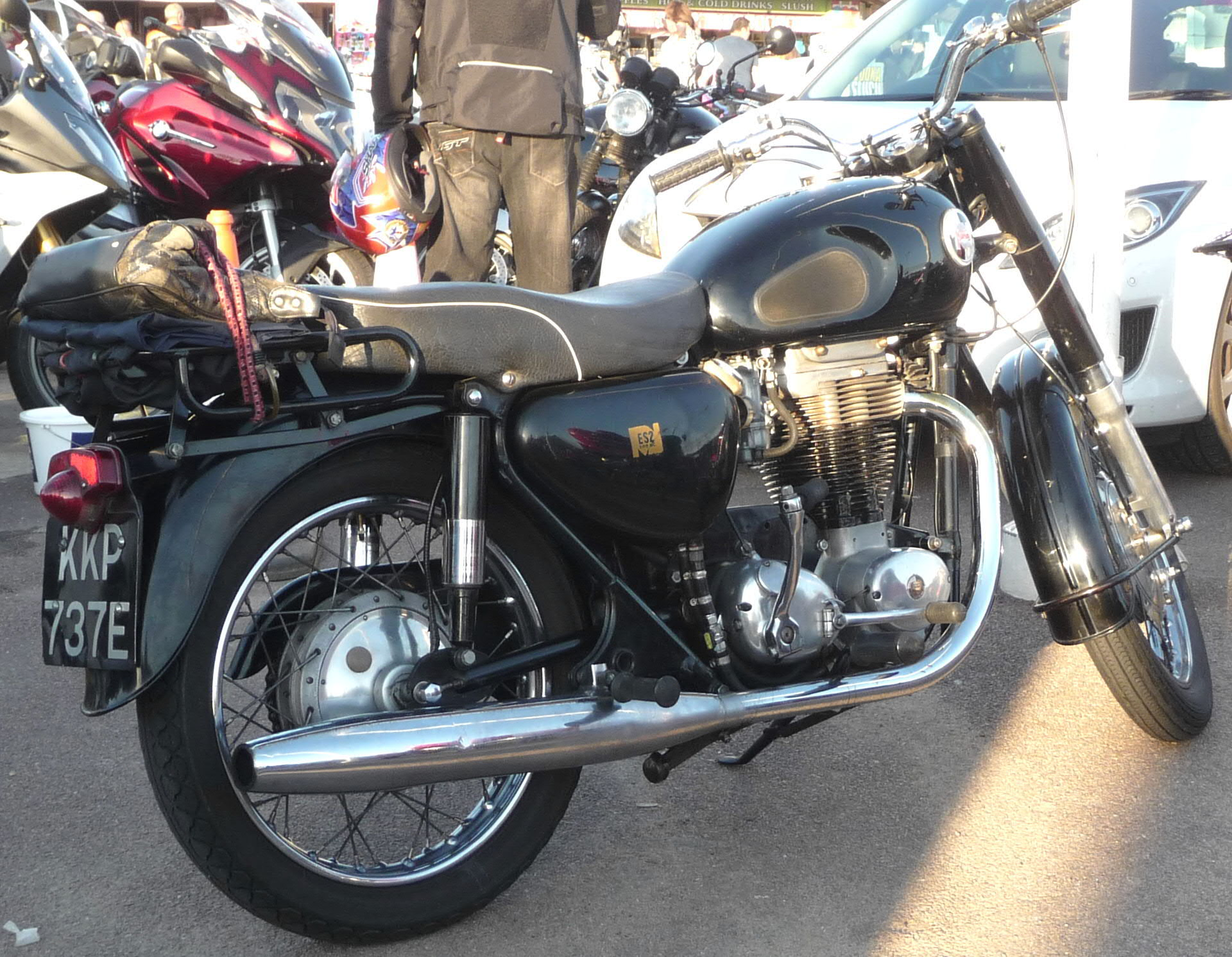
Norton ES2 Mk 2 uit 1967

## Technische gegevens
| Norton                 | ES2                                 | ES2                                                                             | Model 22                            | ES2 Mk2                             |
| ---------------------- | ----------------------------------- | ------------------------------------------------------------------------------- | ----------------------------------- | ----------------------------------- |
| Periode                | 1928-1939                           | 1946-1964                                                                       | 1930-1931                           | 1965-1967                           |
| Categorie              | Sport                               | Sport                                                                           | Sport                               | Toer                                |
| Motortype              | Kopklepmotor                        | Kopklepmotor                                                                    | Kopklepmotor                        | Kopklepmotor                        |
| Bouwwijze              | Dwarsgeplaatste staande eencilinder | Dwarsgeplaatste staande eencilinder                                             | Dwarsgeplaatste staande eencilinder | Dwarsgeplaatste staande eencilinder |
| Koeling                | Lucht                               | Lucht                                                                           | Lucht                               | Lucht                               |
| Boring                 | 79 mm                               | 79 mm                                                                           | 79 mm                               | 86 mm                               |
| Slag                   | 100 mm                              | 100 mm                                                                          | 100 mm                              | 85,5 mm                             |
| Cilinderinhoud         | 490,2 cc                            | 490,2 cc                                                                        | 490,2 cc                            | 496,7 cc                            |
| Carburateur(s)         | Amac / Amal                         | Amal                                                                            | Amal                                | Amal                                |
| Ontsteking             | Lucas magneet of Magdyno            | Lucas Magdyno                                                                   | Lucas Magneet of Magdyno            | Lucas accu-bobine                   |
| Smeersysteem           | Dry-sumpsysteem                     | Dry-sumpsysteem                                                                 | Dry-sumpsysteem                     | Dry-sumpsysteem                     |
| Compressieverhouding   | 6,5:1                               | 6,45:1                                                                          | 6,5:1                               | 7,3:1                               |
| Max. Vermogen          | Onbekend                            | 21 pk                                                                           | Onbekend                            | ca. 30 pk                           |
| Topsnelheid            | Onbekend                            | 126 km/uur                                                                      | Onbekend                            | Onbekend                            |
| Primaire aandrijving   | Ketting                             | Ketting                                                                         | Ketting                             | Ketting                             |
| Koppeling              | Meervoudige droge plaat             | Meervoudige droge plaat                                                         | Meervoudige droge plaat             | Meervoudige droge plaat             |
| Versnellingen          | 3, vanaf 1935: 4                    | 4                                                                               | 3                                   | 4                                   |
| Secundaire aandrijving | Ketting                             | Ketting                                                                         | Ketting                             | Ketting                             |
| Rijwielgedeelte        | Semi-dubbel wiegframe               | Semi-dubbel wiegframe, vanaf 1959: featherbed frame, vanaf 1961: slimline frame | Semi-dubbel wiegframe               | Semi-dubbel wiegframe               |
| Voorvork               | Webb                                | Norton Roadholder                                                               | Webb                                | Telescoopvork                       |
| Achtervork             | Star, in 1939: plunjervering        | Plunjervering, vanaf 1953: swingarm                                             | Star                                | Swingarm                            |
| Voorrem                | Trommelrem                          | Trommelrem                                                                      | Trommelrem                          | Trommelrem                          |
| Achterrem              | Trommelrem                          | Trommelrem                                                                      | Trommelrem                          | Trommelrem                          |
| Droog gewicht          | Onbekend                            | 170 kg                                                                          | Onbekend                            | Onbekend                            |